# Înveliș biopedogeografic
Diversitatea condițiilor climatice și a reliefului a determinat gruparea actuală a formațiunilor vegetale, a asociațiilor faunistice și a solurilor. Etajele și zonele biopedogeografice au o dublă desfacere: latitudinală și altitudinală.
Zonele biopedogeografice la nivel european:
- Zona de tundră:
  - este situată în extremitatea nord-estică a continentului
  - vegetația este săracă (mușchi, licheni, arbuști mici), este adaptată frigului
  - solurile sunt slab formate.
- Zona pădurilor de conifere (taigaua):
  - are o largă dezvoltare mai ales la nord de 50° latitudine nordică
  - cuprinde molidul, bradul, pinul, dar și alte specii de arbori cu frunze verzi tot timpul anului
  - predomină podzolurile (spodosolurile).
- Zona pădurilor de foioase:
  - sunt specifice centrului și vestului continentului, predominând pădurile de fag și de stejar, dar și alte specii cu frunze căzătoare
  - dintre soluri întâlnim solurile brune, cenușii și argiluvisolurile.
- Stepa și silvostepa:
  - sunt caracteristice regiunilor cu climat secetos din estul continentului
  - face trecerea de la păduri la vegetația ierboasă
  - stepa începe din estul României și se extinde până dincolo de Volga
  - solurile predominante sunt cernoziomurile și solurile bătrâne (molisolurile).
- Vegetație mediteraneană (subtropicală):
  - este situată în sudul continentului în jurul Mării Mediterane
  - vegetația specifică o reprezintă stejarul veșnic verde, stejarul de plută, macvisul
  - solurile specifice sunt cele maronii și roșcate.

La nivel continental se poate vorbi și de o etajare altitudinală, mai ales în zonele de munți înalți unde, la altitudini ce depășesc 2000 metri, se distinge o vegetație alpină specifică.